# Wartenbergrad

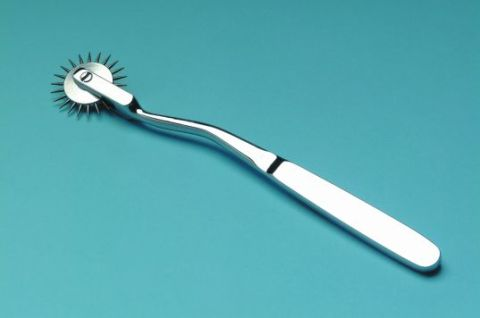
Typisches Wartenbergrad aus Metall

Ein Wartenbergrad (auch Nadelrad nach Wartenberg oder Anästhesiometer nach Wartenberg) ist ein medizinisches Instrument für die neurologische Untersuchung der Schmerzwahrnehmung. Dabei wird das meist aus rostfreiem Stahl hergestellte Rad mit sternförmig angeordneten spitzen Stiften systematisch über die Haut gerollt. Das Wartenberg-Nadelrad ist nach dem Neurologen Robert Wartenberg benannt und wird aus hygienischen Gründen kaum noch eingesetzt.
Wartenbergräder werden im BDSM-Bereich häufig als Spielzeuge genutzt.
Das Kopierrad, welches nahezu identisch aufgebaut ist, wird verwendet, um Linienzüge durch Papier hindurch zu übertragen, z. B. bei Schnittmustern.